# Бааль Шем
Баа́ль Шем, также Баал Шем или баалшем (ивр. בַּעַל שֵׁם‎, букв. «обладатель имени (Бога)»), — именование еврейским народом практикующих каббалистов и фольклорных чудотворцев.
Считается, что пользоваться такими способностями для совершения чудес может лишь обладатель полного имени божьего, получивший на это особое разрешение небес. Баалшемам приписывалась способность создавать големов, изгонять демонов, останавливать пожары или даже рассеивать толпы погромщиков, произнеся только одно тайное имя Бога.
Некоторые из баалшемов были известными раввинами и талмудистами.

## История
Средневековый еврейской поэт Вениамин бен-Зерах (XI век) среди более поздних поэтов получил прозвание «Бааль Шем» за то, что его пиюты изобилуют различными именами Бога.
Средневековое мистическое аскетическое движение «Хасидей Ашкеназ» (XII век) удостаивало этим званием некоторых других создателей пиютов.
С XIII века баалшемами называли также писцов амулетов, содержавших одно из имен Бога.
В XVII и XVIII веках в Германии и Польше странствующие баалшемы-врачеватели стали заметным явлением. Они путешествовали от деревни к деревне, предлагая амулеты и излечение с помощью тайного имени божьего, а также трав и других народных рецептов. Нередко против баалшемов выступали как раввины, так и представители еврейского просвещения.

## Известные баалшем
Основателя хасидизма, польско-украинского ребе Исраэля бен Элиэзера (1698—1760), приобрётшего славу целителя и чудотворца (баал-шема), народ прозвал Баал-Шем-Тов, то есть «добрый чудотворец», буквально «обладатель доброго имени».
Среди других баалшем в еврейской традиции:
- польский рабби Илия Баал-Шем[англ.] из Холма (XVI век)[7]
- немецкий рабби Лоанс, Илия бен-Моисей Ашкенази (1564—1636), известный как Илия Баал-Шем[8]
- польский рабби Йоэль Баал Шем[англ.] из Замосць (XVII век);
- польский рабби Адам Баал Шем из Ропшиц[9] (ум. 1712);
- немецкий рабби Зекель Ицхак Лейб Вормсер (Бааль Шем из Михельштадта[10][11]; 1768—1847);
- легендарные ламедвовники[источник не указан 399 дней].